# 秋山ちえ子の日曜談話室
秋山ちえ子の日曜談話室（あきやまちえこのにちようだんわしつ）は、TBSラジオをキーステーションにJRN系列局で毎週日曜日に放送されていたラジオ番組。

## 番組概要
前身番組『秋山ちえ子の談話室』の終了後、2002年10月から毎週日曜日の週1回30分番組として放送開始。
これまでは時事の批評・ブックレビューなどを元に秋山が放送を進めていたが、『日曜談話室』では、ゲストトークなども取り入れられていた。
2005年10月2日の放送をもって番組は終了した。秋山は報道機関各社の取材に対し「最初から3年間の期間限定での放送と決めていたし、どこかでパッとやめる方が自分自身の信条にあっていると思います」と語っている。

## パーソナリティ
- 秋山ちえ子 （評論家）

## ネット局
| 放送対象地域 | 放送局      | 放送時間           |
| ------------ | ----------- | ------------------ |
| 関東広域圏   | TBSラジオ   | 日曜 22:30 - 23:00 |
| 岩手県       | IBC岩手放送 | 日曜 5:00 - 5:30   |
| 静岡県       | 静岡放送    | 日曜 7:30 - 8:00   |
| 香川県       | 西日本放送  | 日曜 8:30 - 9:00   |
| 大分県       | 大分放送    | 日曜 23:00 - 23:30 |

| TBSラジオ 日曜22時台後半      | TBSラジオ 日曜22時台後半 | TBSラジオ 日曜22時台後半 |
| 前番組                        | 番組名                   | 次番組                   |
| ----------------------------- | ------------------------ | ------------------------ |
| 平尾昌晃 マイソングマイウェイ | 秋山ちえ子の日曜談話室   | 今晩は 吉永小百合です    |